# مسجد شورين
مسجد شورين (بالفارسية: مسجد شورین) هو مسجد تاريخي يعود إلى عصر القاجاريون، ويقع في مقاطعة همدان.